# لوکا پیزینی
لوکا پیزینی (انگلیسی: Luca Pizzini؛ زادهٔ ۸ آوریل ۱۹۸۹) ورزشکار ورزش شنا اهل ایتالیا است.
وی در مسابقات کشوری و بین‌المللی در مجموع برندهٔ ۳ مدال برنز شده‌است.